# Tullgrenella aisenbergae
Espèce
Tullgrenella aisenbergae est une espèce d'araignées aranéomorphes de la famille des Salticidae.

## Distribution
Cette espèce est endémique du Brésil. Elle se rencontre dans les États de São Paulo et du Rio Grande do Sul.

## Description
Le mâle holotype mesure 5,25 mm et la femelle paratype 8,25 mm.

## Systématique et taxinomie
Cette espèce a été décrite par Marta en 2024.

## Étymologie
Cette espèce est nommée en l'honneur d'Anita Diana Aisenberg Olivera.

## Publication originale
- Marta, Bustamante, Hagopián, Teixeira, Brescovit, Valiati & Rodrigues, 2024 : « Taxonomic revision of the jumping spider genus Tullgrenella Mello-Leitão, 1941 (Araneae: Salticidae: Freyina). » Zootaxa, no 5411(1), p. 1-71.